# Megaris (Landschaft)
Die Megaris ist eine historische Landschaft in Griechenland. 

## Geographie
Die etwa zwanzig Kilometer breite Landenge zwischen dem Korinthischen Golf im Westen und dem Saronischen Golf im Osten bildet die Landverbindung zwischen Mittelgriechenland im Norden und der Halbinsel Peloponnes im Süden. Im Norden wird die Region von den Hügeln des Kerata und im Süden von den Ausläufern des Gerania begrenzt.

## Geschichte
Heute gehört die Megaris zum griechischen regionalen Verwaltungsbezirk Westattika, die größte Stadt ist Megara.